# 폴라 어빈
폴라 어빈(Paula Irvine, 1968년 6월 22일 ~ )은 미국의 배우이다.
할리우드에서 태어났다.

## 출연 작품

### 영화
- 나는 외계인 (1988, Doin' Time on Planet Earth)
- 환타즘 2 (1988)

### 텔레비전
- Bluegrass (1988)